# Worthington (Indiana)
Worthington – miasto w Stanach Zjednoczonych, w stanie Indiana, w hrabstwie Greene.